# 圣让古尔夫
圣让古尔夫（法語：Saint-Gengoulph，法語發音：[sɛ̃ ʒɑ̃ɡulf]）是法国上法兰西大区埃纳省的一个市镇，属于蒂耶里堡区。

## 地理
圣让古尔夫（49°7'10"N, 3°13'4"E）面积7.57 平方千米，位于法国上法蘭西大區埃纳省，该省份为法国北部内陆省份，北起北部省，西接索姆省和瓦兹省，东临阿登省和马恩省，西南至塞纳-马恩省，东北部与比利时接壤。
与圣让古尔夫接壤的市镇（或旧市镇、城区）包括：奥尔苏瓦地区谢济、冈德吕、欧特韦讷、马科尼、莫讷、沃伊拉波特里。

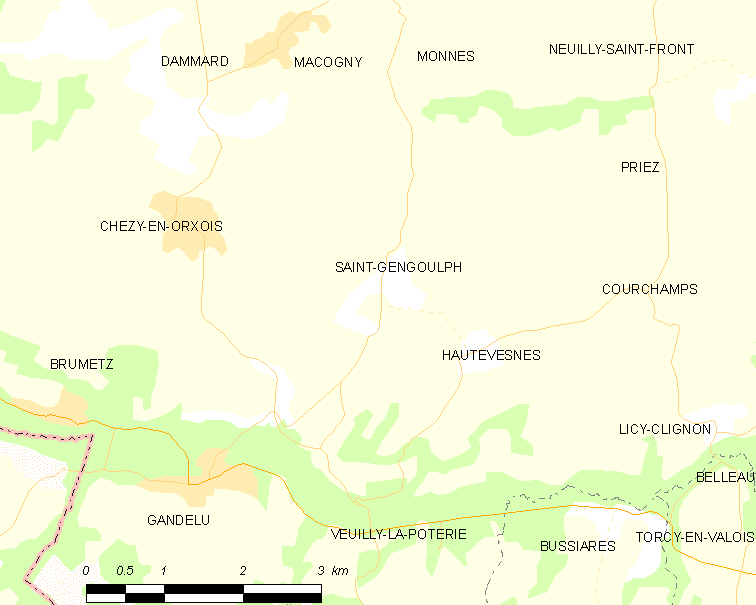
圣让古尔夫的OSM定位图

圣让古尔夫的时区为UTC+01:00、UTC+02:00（夏令时）。

## 行政
圣让古尔夫的邮政编码为02810，INSEE市镇编码为02679。

## 政治
圣让古尔夫所属的省级选区为维莱科特雷县。

## 人口

1962-2008年间圣让古尔夫人口变化图示

圣让古尔夫于2022年1月1日时的人口数量为153人。